# 롭 포드
로버트 브루스 '롭' 포드(Robert Bruce 'Rob' Ford, 1969년 5월 28일 ~ 2016년 3월 22일)는 캐나다의 정치인이자 사업가이다. 롭 포드는 2010년 시장 선거에서 당선된 이후 2014년까지 토론토의 64대 시장으로 재직하였다. 시장이 되기 전과 후에는 이토비코 노스 지역의 제2선거구를 관할하는 시의원으로 지냈다. 그는 2000년 지방선거에서 토론토 시의원으로 처음으로 당선되었고 두 차례에 걸쳐 재선되었다.
포드의 정치적인 삶은, 특히 시장으로 있었을 때, 개인과 공인으로서의 스캔들에 자주 휩싸였으며, 이러한 스캔들로 법적 공방이 끊이질 않았다. 2013년, 그는 약물 남용 스캔들에 휩싸였으며 이는 캐나다 국내외 언론에 화제가 되기도 하였다. 그가 코카인 등의 약물 남용을 시인했을 때 시장직에서 사퇴하는 것을 거부하고 이에 따라 시의회에서는 시장 임기가 끝나는 2014년까지 시장의 일부 권한과 사무실 직원을 부시장인 놈 켈리에게 양도하기로 하였다. 이러한 스캔들에도 불구하고 롭 포드는 2014년 10월에 계획된 다음 시장 선거에도 출마할 의향을 비쳤으나 2014년 9월에 복부에 종양이 발견되면서 병원에 입원하게 되고 포드는 시장 후보 직에서 물러나는 대신 시의회 후보로 나서기로 하였다. 2014년 12월 1일, 존 토리가 토론토의 제65대 시장으로 취임하게 되었으며 포드는 시의원 직 재선에 성공하게 되었다. 포드는 이후 항암 치료를 받아 시청으로 돌아올 수 있게 되었지만 화학 요법이 별다른 효과를 보지 못하면서 2016년 3월에 숨을 거두게 되었다.